# Campeonato de Primera Fuerza 1936/37
In 1936/37 werd het veertiende seizoen gespeeld van het Campeonato de Primera Fuerza, de hoogste amateurklasse van het Mexicaanse voetbal. Necaxa werd kampioen.

## Eindstand
| Plaats | Club        | Wed. | W | G | V | Saldo | Ptn. |
| ------ | ----------- | ---- | - | - | - | ----- | ---- |
| 1.     | Necaxa      | 8    | 6 | 1 | 1 | 23:14 | 13   |
| 2.     | Atlante     | 8    | 4 | 1 | 3 | 20:14 | 9    |
| 3.     | América     | 8    | 2 | 3 | 3 | 13:19 | 7    |
| 4.     | Club España | 8    | 1 | 4 | 3 | 16:17 | 6    |
| 5.     | Asturias    | 8    | 2 | 1 | 5 | 16:24 | 5    |

|  | Kampioen |

### Kampioen
| Campeonato de Primera Fuerza 1936/37 |
| Mexico                               |
| ------------------------------------ |
| NECAXA Kampioen (3° titel)           |

## Topschutters
| Speler          | Speler        | Goals | Club   |
| --------------- | ------------- | ----- | ------ |
| Vlag van Mexico | Hilario López | 11    | Necaxa |